# Robert Kunkel
Robert Kunkel (Berlín, 28 de abril de 1999) es un deportista alemán que compite en patinaje artístico, en la modalidad de parejas. Ganó una medalla de bronce en el Campeonato Europeo de Patinaje Artístico sobre Hielo de 2023.

## Palmarés internacional
| Campeonato Europeo | Campeonato Europeo | Campeonato Europeo | Campeonato Europeo |
| Año                | Lugar              | Medalla            | Categoría          |
| ------------------ | ------------------ | ------------------ | ------------------ |
| 2023               | Espoo (Finlandia)  | Medalla de bronce  | Parejas            |